# Västersjön (Vissefjärda socken, Småland)
Västersjön är en sjö i Emmaboda kommun och Karlskrona kommun i Småland och ingår i Lyckebyåns huvudavrinningsområde. Sjön är 5,9 meter djup, har en yta på 1,1 kvadratkilometer och befinner sig 106,1 meter över havet. Sjön avvattnas av vattendraget Lyckebyån. Vid provfiske har bland annat abborre, björkna, braxen och gädda fångats i sjön.

## Delavrinningsområde
Västersjön ingår i det delavrinningsområde (626060-148594) som SMHI kallar för Utloppet av Västersjön. Medelhöjden är 112 meter över havet och ytan är 8,07 kvadratkilometer. Räknas de 33 avrinningsområdena uppströms in blir den ackumulerade arean 580,23 kvadratkilometer. Avrinningsområdets utflöde Lyckebyån mynnar i havet. Avrinningsområdet består mestadels av skog (60 %) och öppen mark (12 %). Avrinningsområdet har 1,07 kvadratkilometer vattenytor vilket ger det en sjöprocent på 13,3 %. Bebyggelsen i området täcker en yta av 0,31 kvadratkilometer eller 4 % av avrinningsområdet.

## Fisk
Vid provfiske har följande fisk fångats i sjön:
- Abborre
- Björkna
- Braxen
- Gädda
- Gös
- Löja
- Mört
- Sarv
- Sutare